# العلاقات الأسترالية الأمريكية
العلاقات الأسترالية الأمريكية هي العلاقات الثنائية التي تجمع بين أستراليا والولايات المتحدة.

## مقارنة بين البلدين
هذه مقارنة عامة ومرجعية للدولتين:
| وجه المقارنة                                              | أستراليا                                   | الولايات المتحدة                                                                                                  |
| --------------------------------------------------------- | ------------------------------------------ | --- |
| المساحة (كم2)                                             | 7.69 مليون                                 | 9.83 مليون |
| عدد السكان (نسمة)                                         | 24.51 مليون                                | 311.58 مليون |
| الكثافة السكانية (ن./كم²)                                 | 3.19                                       | 31.7 |
| العاصمة                                                   | كانبرا، ملبورن                             | واشنطن العاصمة |
| اللغة الرسمية                                             | لغة إنجليزية                               | لغة إنجليزية |
| العملة                                                    | دولار أسترالي، جنيه إسترليني، جنيه أسترالي | دولار أمريكي |
| الناتج المحلي الإجمالي (بليون دولار)                      | 1.32 تريليون                               | 19.39 تريليون |
| الناتج المحلي الإجمالي (تعادل القوة الشرائية) بليون دولار | 1.10 تريليون                               | 18.04 تريليون |
| الناتج المحلي الإجمالي الاسمي للفرد دولار أمريكي          | 56.31 ألف                                  | 56.12 ألف |
| الناتج المحلي الإجمالي للفرد دولار أمريكي                 | 45.92 ألف                                  | 54.63 ألف |
| مؤشر التنمية البشرية                                      | 0.939                                      | 0.920 |
| رمز المكالمات الدولي                                      | +61                                        | +1 |
| رمز الإنترنت                                              | .au                                        | .us، حكومة، .mil، Edu.                                                                                            |
| المنطقة الزمنية                                           |                                            | توقيت ساموا الأمريكية، توقيت أطلنطي موحد، منطقة زمنية وسطى، توقيت ألاسكا ‏، المنطقة الزمنية الجبلية، توقيت تشامرو ‏ |

## مدن متوأمة
في ما يلي قائمة باتفاقيات التوأمة بين مدن أسترالية وأمريكية:
- ترتبط ألبوري مع ميرسيد باتفاقية توأمة.
- ترتبط بانكستاون مع كولورادو سبرينغس باتفاقية توأمة.
- ترتبط Millicent, South Australia [الإنجليزية]‏ مع سيغوين باتفاقية توأمة.
- ترتبط City of Cockburn [الإنجليزية]‏ مع موبيل باتفاقية توأمة.
- ترتبط بنديجو مع لوس ألتوس باتفاقية توأمة.
- ترتبط ولونغونغ مع بالم ديسيرت باتفاقية توأمة.
- ترتبط ليزمور مع يو كلير باتفاقية توأمة.
- ترتبط City of Casey [الإنجليزية]‏ مع سبرينغفيلد باتفاقية توأمة.
- ترتبط جسر موراي مع لاريدو باتفاقية توأمة.
- ترتبط داروين مع أنكوريج باتفاقية توأمة.
- ترتبط واجا واجا مع ليفنوورث باتفاقية توأمة.
- ترتبط ملبورن مع بوسطن باتفاقية توأمة منذ 21 يوليو 2004.[23][24]
- ترتبط شيبارتون مع نوفاتو باتفاقية توأمة.
- ترتبط أورانج مع أورانج باتفاقية توأمة.
- ترتبط Wyong, New South Wales [الإنجليزية]‏ مع كليرواتر باتفاقية توأمة.
- ترتبط سيدني مع سان فرانسيسكو باتفاقية توأمة منذ 16 سبتمبر 1980.[25]
- ترتبط City of Perth [الإنجليزية]‏ مع هيوستن باتفاقية توأمة منذ 23 أبريل 1979.[26][26][27][27]
- ترتبط لاونسستون مع نابا باتفاقية توأمة منذ 1 نوفمبر 1965.

## منظمات دولية مشتركة
يشترك البلدان في عضوية مجموعة من المنظمات الدولية، منها:
| علم المنظمة | اسم المنظمة                                      | تاريخ انضمام أستراليا | تاريخ انضمام الولايات المتحدة |
| ----------- | ------------------------------------------------ | --------------------- | ----------------------------- |
|             | وكالة ضمان الاستثمار متعدد الأطراف               | 10 فبراير 1999        | 12 أبريل 1988                 |
|             | الوكالة الدولية للطاقة                           | ?                     | ?                             |
|             | ABCANZ Armies ‏                                   | ?                     | ?                             |
|             | الاتحاد الدولي للاتصالات                         | 27 مايو 1878          | 1 يوليو 1908                  |
|             | أنزوس                                            | ?                     | ?                             |
|             | يونسكو                                           | 4 نوفمبر 1946         | 4 نوفمبر 1946                 |
|             | بنك التنمية الآسيوي                              | 1966                  | 1966                          |
|             | الأمم المتحدة                                    | 1 نوفمبر 1945         | 24 أكتوبر 1945                |
|             | Five Eyes Air Force Interoperability Council ‏    | ?                     | ?                             |
|             | مؤسسة التمويل الدولية                            | 20 يوليو 1956         | 20 يوليو 1956                 |
|             | منظمة الشرطة الجنائية الدولية                    | ?                     | ?                             |
|             | الاتحاد البريدي العالمي                          | ?                     | ?                             |
|             | منظمة حظر الأسلحة الكيميائية                     | ?                     | ?                             |
|             | سياتو                                            | ?                     | ?                             |
|             | برنامج التعاون التقني ‏                           | ?                     | ?                             |
|             | منظمة التجارة العالمية                           | ?                     | ?                             |
|             | Combined Communications-Electronics Board ‏       | ?                     | ?                             |
|             | نظام تحكم تكنولوجيا القذائف                      | 1990                  | 1987                          |
|             | مجموعة الموردين النوويين                         | ?                     | ?                             |
|             | منظمة التعاون الاقتصادي والتنمية                 | ?                     | ?                             |
|             | المركز الدولي لتسوية المنازعات الاستشارية        | 1 يونيو 1991          | 14 أكتوبر 1966                |
|             | البنك الدولي للإنشاء والتعمير                    | 5 أغسطس 1947          | 27 ديسمبر 1945                |
|             | منتدى آسيان الإقليمي ‏                            | ?                     | ?                             |
|             | منتدى التعاون الاقتصادي لدول آسيا والمحيط الهادئ | 6 نوفمبر 1989         | 6 نوفمبر 1989                 |
|             | مؤسسة التنمية الدولية                            | 24 سبتمبر 1960        | 24 سبتمبر 1960                |
|             | المنظمة الهيدروغرافية الدولية                    | ?                     | ?                             |
|             | مجموعة العشرين                                   | ?                     | ?                             |
|             | مجموعة أستراليا                                  | 1985                  | 1985                          |
|             | الفريق المعني برصد الأرض                         | ?                     | ?                             |
|             | AUSCANNZUKUS ‏                                    | ?                     | ?                             |

## أعلام
هذه قائمة لبعض الشخصيات التي تربطها علاقات بالبلدين:
- إليزابيث بلاكبيرن (عالمة أمريكية، 26 نوفمبر 1948[46][47] – )
- إميلي دي رافن (ممثلة أسترالية، 27 ديسمبر 1981 – )
- إيرول فلين (ممثل أسترالي، 20 يونيو 1909[48][49][50] – 14 أكتوبر 1959[48][49][50])
- بات كاش (لاعب كرة مضرب أسترالي، 27 مايو 1965 – )
- بيثاني جوي لينز (2 أبريل 1981 – )
- توني كوليت (1 نوفمبر 1972[51][52][53] – )
- جويل إجيرتون (ممثل أسترالي، 23 يونيو 1974[54] – )
- كايري إيرفينغ (لاعب كرة سلة أمريكي، 23 مارس 1992 – )
- كريس هيمسوورث (ممثل أسترالي، 11 أغسطس 1983[55] – )
- كريستين ستيوارت (ممثلة أمريكية، 9 أبريل 1990[56] – )
- كيت بلانشيت (ممثلة أسترالية، 14 مايو 1969[57][58][59] – )
- كيث أوربان (مغني كنتري أسترالي، ومؤلف أغاني، 26 أكتوبر 1967[60] – )
- مايا فارو (9 فبراير 1945[61][62][63] – )
- ميل غيبسون (3 يناير 1956[64][65][66] – )
- نيكول كيدمان (ممثلة أسترالية-أمريكية ومنتجة أفلام، 20 يونيو 1967[67][68][69] – )

## معرض صور

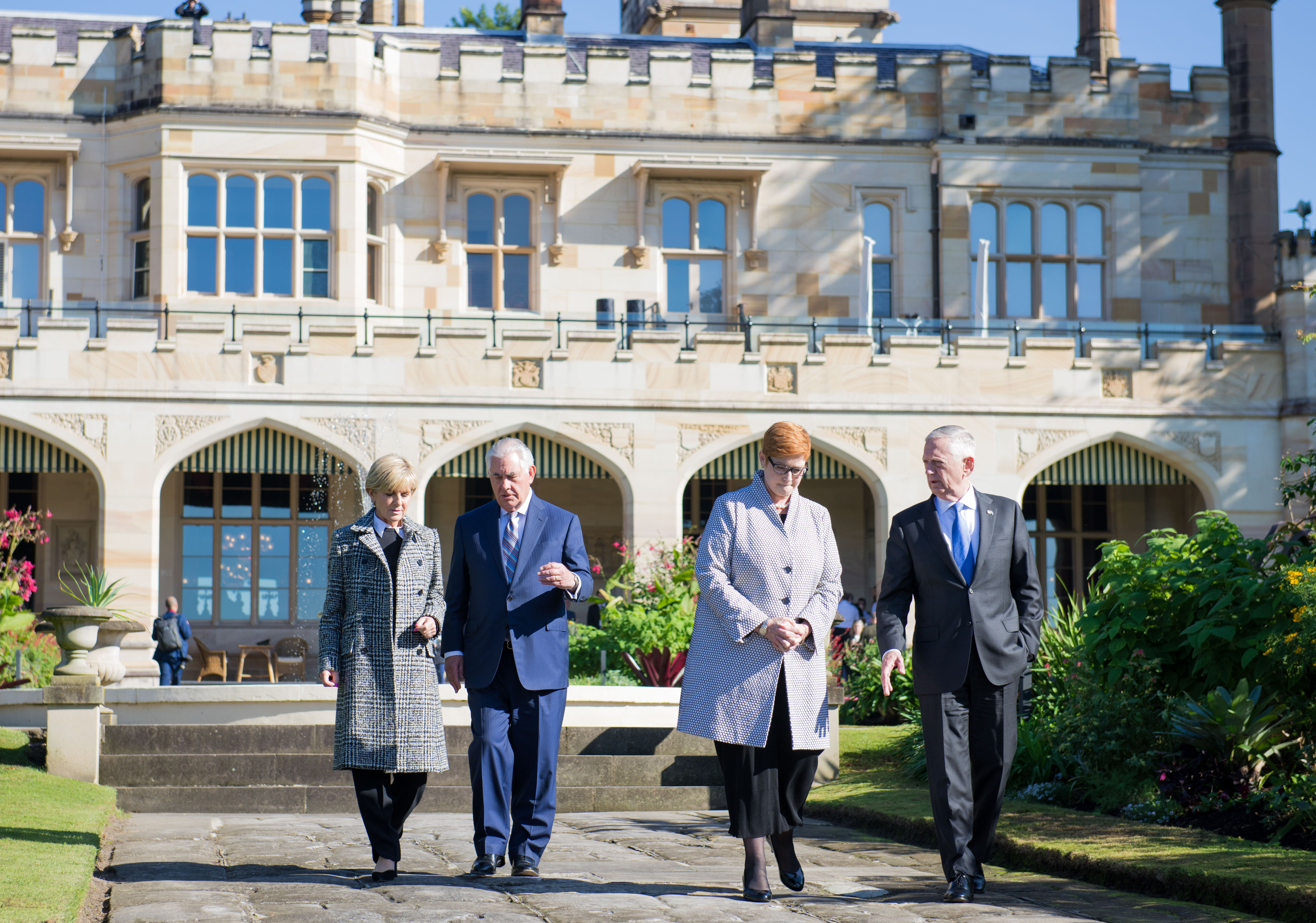
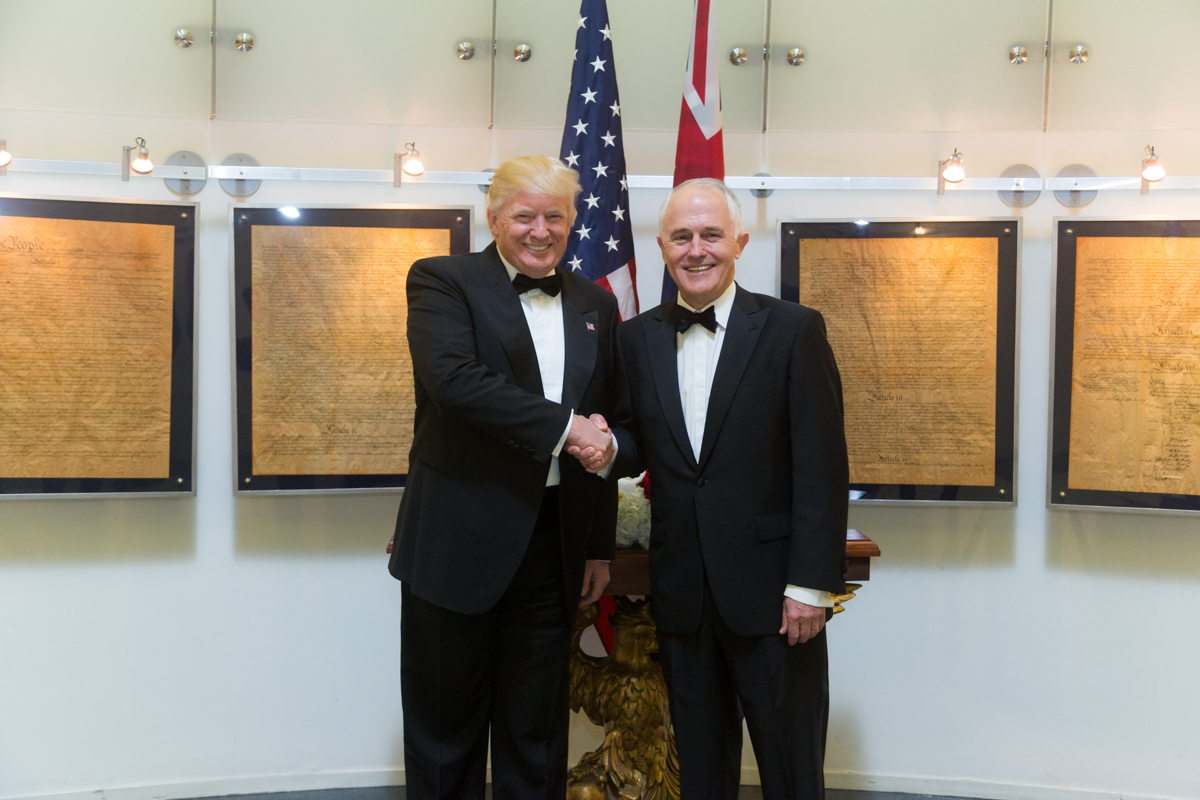
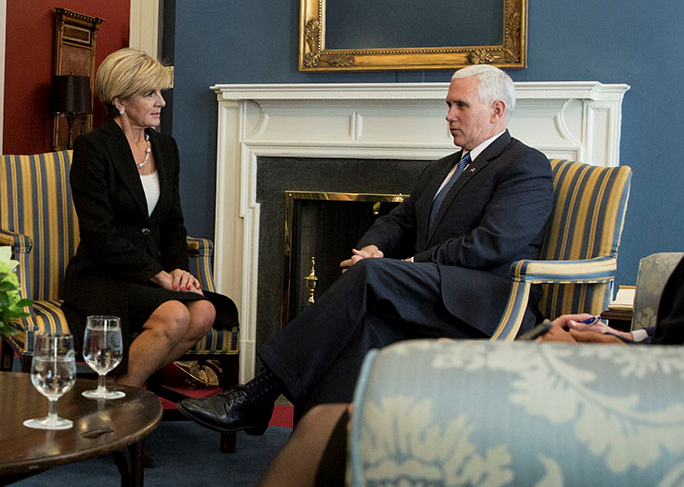

## وصلات خارجية
- موقع وزارة الخارجية الأسترالية
- موقع وزارة الخارجية الأمريكية